# Metriocnemus vudavricus
Metriocnemus vudavricus är en tvåvingeart som först beskrevs av Chernovskij 1949.  Metriocnemus vudavricus ingår i släktet Metriocnemus och familjen fjädermyggor. Inga underarter finns listade i Catalogue of Life.